# Японский безлёгочный тритон
Японский безлёгочный тритон, или японский тритон, или японский когтистый тритон, или японская когтеносная саламандра (Onychodactylus japonicus) — вид хвостатого земноводного рода безлёгочных тритонов семейства углозубов. Редкий вид, эндемик Японии.

## Описание

### Внешний вид
Длина туловища вместе с хвостом — до 16 см. Окраска жёлто-коричневая, голова чёрная. На теле 13—14 поперечных бороздок. Хвост почти цилиндрической формы, слегка уплощён с боков.

### Половой диморфизм
Клоака у самок подковообразной формы, у самцов — стреловидной.

### Распространение и среда обитания
Обитает на острове Хондо и юго-востоке острова Сикоку.
Населяет холодные горные ручьи и озёра с каменистым ложем и густой растительностью по берегам. Поднимается в горы до 2200 м над уровнем моря. В лабораториях его содержат при 15°С. Температура выше 20°С может убить японского безлёгочного тритона.

### Размножение
Откладывают сперматофоры и икряные мешки в мае—июне. Из крупных икринок 7—15 мм в диаметре после долгого инкубационного периода выходят личинки длиной 20 мм. Личинки приобретают вид взрослых тритонов при длине 4 см. Половой зрелости достигают при длине около 10 см.

## Японский безлёгочный тритон и человек
К 1988 году данные о динамике численности отсутствовали. Размножается в лабораторных условиях. Необходима охрана мест обитания вида.